# Чилийская жаба
Чилийская жаба (лат. Rhinella arunco) — вид бесхвостых земноводных из семейства жаб, эндемик Чили. Естественная среда обитания — кустарники, реки, ручьи, пресноводные болота, естественные и аквакультурные пруды и орошаемые земли.
Наблюдение этих жаб в течение дня затруднено, поскольку они стараются прятаться под камнями или в небольших пещерах. Ночью уходят далеко от водоемов и перемещаются вглубь суши.
Главной угрозой для них является, с одной стороны, засуха, а с другой — разрушение и постепенное сокращение естественной среды обитания из-за сокращения естественных водотоков, используемых для потребления человеком, механизированного орошения плантаций и различных сельскохозяйственных нужд, а также других видов хозяйственной деятельности.
Размножаются в воде, где головастики свободно плавают. В регионах Кокимбо и Вальпараисо наблюдается гибридизация с Rhinella atacamensis.